# Slavitah
Slavitah či Slavitěch (latinsky Sclavitag; † po 857) byl český kníže žijící v 9. století, syn vévody Vistracha.

## Život
Je zmiňován roku 857 Fuldskými letopisy, kdy bylo vojskem pod velením eichstädtského biskupa Otgaria, komorníka Ruodolta a syna vévody Ernsta obsazeno po mnoho let odbojné město vévody Vistracha (civitas Wiztrachi). Vistrachovo sídlo bylo dříve podmaněno Franky, avšak Vistrach a Slavitah se zřejmě vzpírali placení tributu Frankům. Jan Hasil klade počátek odboje Slavitaha a Vistraha do 2. poloviny 40. let 9. století. Slavitah, který ve městě neoprávněně vládl a provozoval „tyranidu“, byl vypuzen na žádost svých poddaných z města, následně uprchl a uchýlil se pod ochranu moravského knížete Rostislava. Josef Žemlička v této události spatřuje útlum tradičních institucí. Podle Jiřího Slámy Slavitah za své útočiště zvolil Velkou Moravu proto, že pro něj představovala bezpečnost před jakýmkoliv zásahem franského vojska. Tento útěk umožnil Slavitahovu bratrovi, jenž žil ve vyhnanství u srbského Čestibora, usednout na knížecí stolec místo Slavitaha, jímž byl v minulosti z vlasti vyhnán.
Archeologové Rudolf Turek nebo Miloš Šolle se domnívali, že Vistrachovo město leželo ve Vitorazsku na místě dnešní Vitorazi v Dolních Rakousích. Jiří Sláma však spíše zastával názor, že se hradiště nacházelo v severních Čechách a ztotožňuje se se Zabrušany poblíž Bíliny.